# (166886) Ybl
(166886) Ybl ist ein Asteroid des äußeren Hauptgürtels, der am 25. Dezember 2002 von dem ungarischen Amateurastronomen Krisztián Sárneczky am Piszkéstető-Observatorium (IAU-Code 561) im nordungarischen Mátra-Gebirge im Auftrag des Budapester Konkoly-Observatoriums entdeckt wurde.
Der Asteroid wurde am 9. Februar 2009 nach dem Architekten Miklós Ybl (1814–1891) benannt, ein bedeutender Vertreter des europäischen Historismus. Das YB aus der provisorischen Bezeichnung des Asteroiden, 2002 YB3, bot sich für diese Namensgebung an. In der Widmung besonders hervorgehoben wurde seine wohl bekannteste Arbeit, die Ungarische Staatsoper, aber auch die St-Stephans-Basilika, das Zollhaus und ein Flügel des Burgpalastes, alles Gebäude in Budapest.